# 칼피스 워터
칼피스 워터(일본어: カルピスウォーター, 영어: Calpis Water)는 칼피스 주식회사에서 발매된 일본의 대표적인 유산균, 청량 음료이다. 1991년에 당시의 칼피스 식품 공업 주식회사에서 발매되었다.
회사의 주력 상품이기도 한 칼피스 워터는 농축된 음료로, 음용시에는 희석을 해야하는 번거로움이 있지만, 단순히 물에 희석한 것은 시간 경과에 따라 입자의 응집 침전 등의 열화가 발생하기 때문에 1919년 이후에는 농축된 제품만 출시되어, 그 후에도 1973년에 탄산 음료 (칼피스 소다)가 발매되었다.
일본에서 당시 첫 출시의 광고의 캐치프레이즈는 〈"늦어서 미안", "느린"〉으로, 거북이 캐릭터가 사용되었다. 판매량에서는 연간 500만개가 판매되면 히트라는 청량 음료 업계에서 2000만을 넘는 출하를 달성해, 1991년의 히트 상품 순위에 랭크되는 사상 공전의 히트작이 되었다.
한때 "칼피스 워터 레몬"나 "칼피스 워터 라이트" 등 파생 상품도 발매되었지만, 현재는 "칼피스 워터"의 한 종류이다.

## 연혁
- 1991년 - 칼피스 워터 발매.
- 1993년 - 칼피스 워터 레몬 발매.
- 1994년 - 칼피스 워터 라이트 발매.
- 2012년 - 칼피스 워터 제로, 여름 한정으로 발매.